# Маврич, Матей
Матей Маврич (словен. Matej Mavrič; 29 января 1979, Копер, СФРЮ) — словенский футболист, защитник. Выступал в сборной Словении.

## Клубная карьера
Свою профессиональную карьеру начал в 1997 году в клубе «Приморье», за который Матей выступал на протяжении трёх сезонов. В 2004 году перешёл в «Горицу». В её составе выиграл чемпионат в 2004 году и дважды Кубок: в 2001 и 2002 годах. Отыграв четыре сезона за «Горицу», Маврич уехал за границу, в норвежский «Молде», в составе которого выиграл Кубок Норвегии в 2005 году. В 2007 году на правах аренды Матей перешёл в немецкий «Кобленц». Уверенная игра за новый клуб поспособствовала тому, что через полгода «Кобленц» выкупил контракт Маврича у «Молде».

## Международная карьера
В национальной сборной дебютировал 21 августа 2002 года в матче против сборной Италии. Первый гол за сборную забил 7 сентября 2005 года в матче против сборной Молдавии (2-1).

### Голы за сборную
Счёт и результат для Словении показан первым.
| # | Дата            | Место                            | Соперник | Счёт | Результат | Соревнование |
| - | --------------- | -------------------------------- | -------- | ---- | --------- | ------------ |
| 1 | 7 сентября 2005 | Республиканский стадион, Кишинёв | Молдавия | 2:1  | 2:1       | ОЧМ 2006     |

## Достижения
«Приморье»
- Финалист Кубка Словении (1): 1998

«Горица»
- Чемпион Словении (1): 2003/04
- Серебряный призёр Словении (1): 1999/00
- Обладатель Кубка Словении (2): 2001, 2002

«Мольде»
- Обладатель Кубка Норвегии (1); 2005